# Kalamaria
Kalamaria (griechisch Καλαμαριά (f. sg.)) ist de facto ein Stadtteil Thessalonikis, bildet allerdings de jure eine unabhängige Gemeinde in der Region Zentralmakedonien. Mit rund 91.000 Einwohnern ist sie die zweitgrößte Gemeinde Makedoniens.

## Lage
Kalamaria liegt rund 7 km südlich vom Stadtzentrum Thessaloníkis an einem Landvorsprung (Mikro Emvolo oder Karabounaki) in den Thermaischen Golf bzw. dessen nordöstlichem Ausläufer, dem Golf von Thessaloniki.

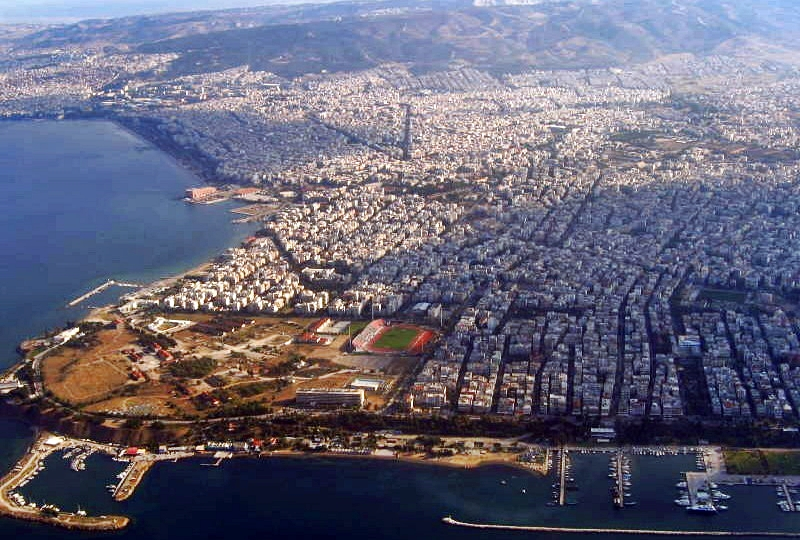
Luftbild des Ostens von Thessaloniki mit Kalamaria im Vordergrund
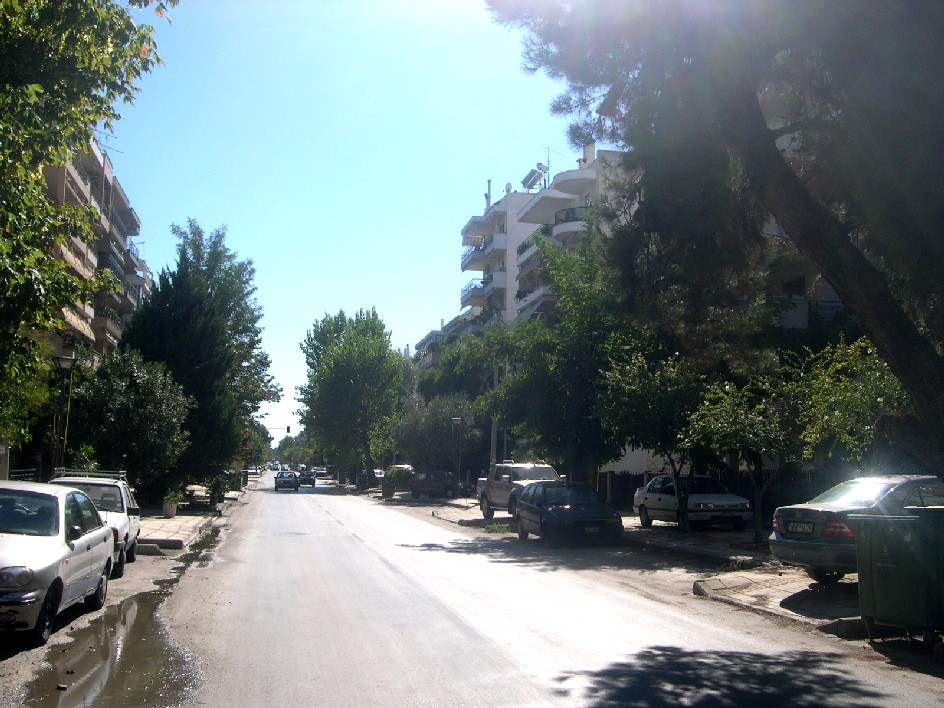
Straße in Kalamaria
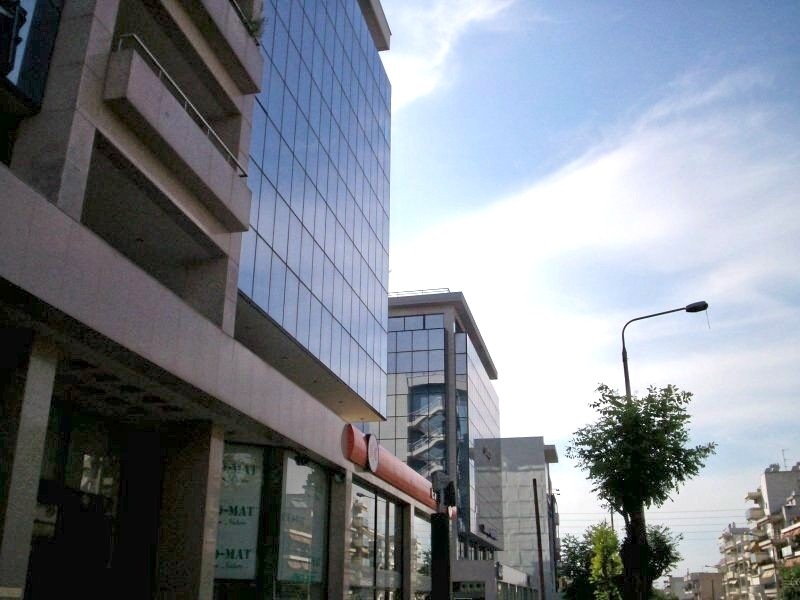
Modernes Gebäude in Kalamaria

## Geschichte
Die Gegend ist seit prähistorischer Zeit besiedelt. Hier lag das antike Thermai, nach dem die Bucht benannt ist. Die Bezeichnung Kalamaria findet sich für das Gebiet südöstlich von Thessaloníki erstmals 1083. Anfang des 13. Jahrhunderts umfasst die byzantinische Verwaltungseinheit Katepanikion Kalamaria die gleichnamige Siedlung und des westlichen Teils der Halbinsel Chalkidiki entlang der Küste des Thermaischen Golfs. Das Katepanikion Kalamaria bestand vorwiegend aus Landbesitz von Klöstern der Athos-Halbinsel.
Die heutige Stadt hat ihren Ursprung in einer Gründung der 1920er Jahre und diente damals, wie andere Vororte Thessaloníkis, der Aufnahme griechischer Flüchtlinge aus der Türkei, wobei sich in Kalamaria vor allem Griechen von der Schwarzmeerküste niederließen. Kalamaria war bis 1943 Teil der Gemeinde Thessaloníki und erhielt erst in diesem Jahr seine verwaltungsmäßige Selbständigkeit.
Von 1955 bis 1960 wurde ein neoklassizistisches Regierungsgebäude, volkstümlich genannt Palataki, errichtet, das hochrangige Staatsgäste gesehen hat und das in den 2020er Jahren zu einem Kulturzentrum umgenutzt werden soll.
In jüngster Zeit verzeichnet Kalamaria ein beachtliches Bevölkerungswachstum. Noch 1981 lebten hier lediglich 51.676 Einwohner. Die Stadt besteht aus 10 Stadt- bzw. Ortsteilen.

## Sport
Kalamaria ist Heimatort des Fußballvereins Apollon.

## Persönlichkeiten
In Kalamaria lebten bzw. wurden geboren:
- Vassilis Triandafyllidis (1940–2018), Komiker (Harry Klynn), ehemaliger Präsident von Apollon Kalamarias
- Anestis Soumelides (* 1930), ehemaliger Sportler, Trainer der Wassersportabteilung von Apollon Kalamarias
- Christodoulos Ekonomidis, Bürgermeister von Kalamaria

## Partnerstädte
Kalamaria ist Partnerstadt von
- Saranda, Albanien
- Dimitrovgrad, Bulgarien
- Paphos, Zypern
- Clearwater, Vereinigte Staaten